# Графиня Дора (фільм)
«Графиня Дора» (хорв. Kontesa Dora) — хорватський художній фільм, знятий режисером Звонимиром Берковичем в 1993 році. У фільмі використано музику Дори Пеячевич.

## Сюжет
Біографічний фільм про Дору Пеячевич, хорватську композиторку, представницю знатного старовинного графського роду Пеячевичів, дочки бана Хорватії Теодора Пеячевича.
Артист кабаре із Загреба Карло Арма (Раде Шербеджія), людина, закохана в кіно початку XX-го століття і бажаюча досягти успіху у кінематографі, зустрічає композитора — графиню Дору. Карло сподівається, що в її родині зможе знайти заможного покровителя для реалізації своєї мрії. Незабаром у нього з Дорою виникають взаємні почуття і встановлюються інтимні стосунки. Карло вирішує відвідати родовий маєток і познайомитися з друзями та родичами графині Дори, людьми з вищого кола суспільства, серед яких багато видатних художників, мистецтвознавців і політиків. Незважаючи на майнові відмінності, він сподівається не тільки знайти майбутніх покровителів, а й остаточно завоювати серце Дори…

## У ролях
- Алма Пріца — графиня Дора Пеячевич
- Раде Шербеджія — Карло Арма
- Ірина Алфьорова — Сидонія Надгерні
- Мустафа Надаревич — Туна, водій
- Реля Башич — Крсняві
- Божидар Бобан — Гуго
- Гелена Булян — Діді
- Еліза Гернер — Газдаріка
- Іво Грегуревич — Максо Ванка
- Здравка Крстулович — Ліла
- Тонко Лонза — Теодор Пеяцевич
- Ядранка Маткович — дружина-істеричка

## Нагороди
- Глядацька нагорода «Золоті ворота Пули» Пулського кінофестивалю (1993)
- «Велика золота арена» Пулського кінофестивалю (1993) за кращий фільм, кращий сценарій, кращу жіночу роль і музику
- Нагорода «Октавіан» за кращий фільм «Днів хорватського кіно» (1994)